# Rhainopomma
Rhainopomma is een geslacht van rechtvleugeligen uit de familie Lentulidae. De wetenschappelijke naam van dit geslacht is voor het eerst geldig gepubliceerd in 1981 door Jago.

## Soorten
Het geslacht Rhainopomma omvat de volgende soorten:
- Rhainopomma magnificum Jago, 1981
- Rhainopomma montanum Kevan, 1950
- Rhainopomma nguruense Jago, 1981
- Rhainopomma pseudomontanum Hemp, 2007
- Rhainopomma uguenoensis Hemp, 2007
- Rhainopomma usambaricum Ramme, 1929
- Rhainopomma wapugu Jago, 1981